# 田中徳次郎 (東邦電力)

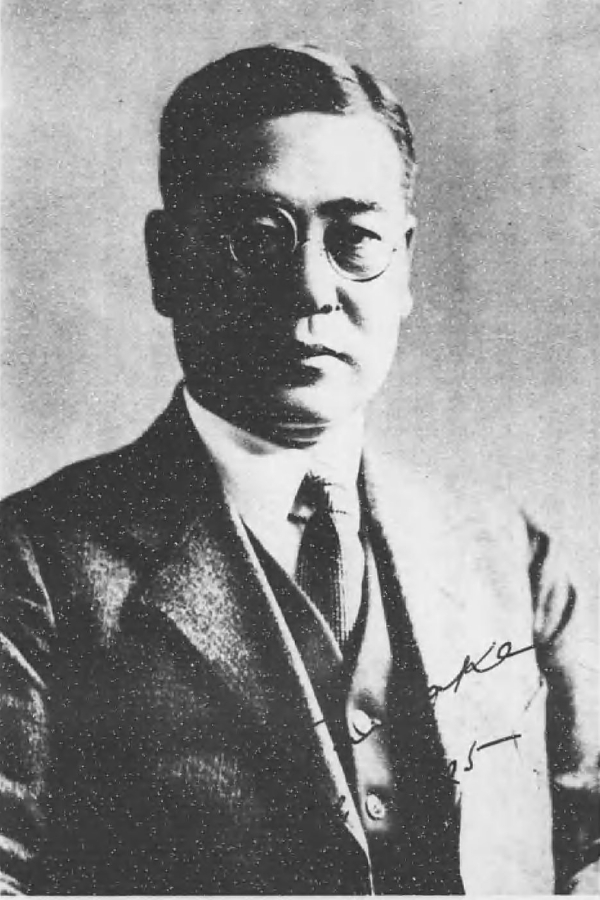
田中徳次郎

田中 徳次郎（たなか とくじろう、1876年（明治9年）5月15日 - 1933年（昭和8年）5月15日）は、明治末期から昭和初期にかけて活動した日本の実業家。主として電気事業に関与し、戦前期の大手電力会社東邦電力の専務などを務めた。愛知県出身。長男の田中精一は中部電力第4代社長。甥に洋画家の佐分眞がいる。

## 経歴

### 九州時代
1876年（明治9年）5月15日、田中嘉七の次男として生まれる。生家は愛知県海西郡弥富町（現・弥富市）で酒造業を営んでいた。1895年（明治28年）慶應義塾理財科を卒業し、横浜の豪商若尾幾造の商店に入る。その後三井銀行に招かれて同社に転じ、1903年（明治36年）より大阪支店にて勤め、支店長代理を経て大阪支店次長まで昇進した。1910年（明治43年）、東京本部転勤を機に三井銀行を退職する。

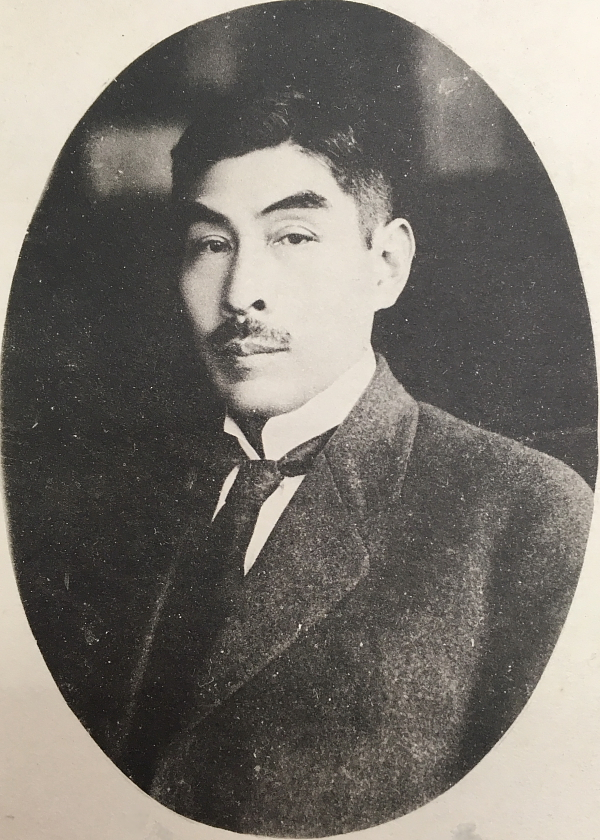
松永安左エ門。松永の方が半年ほど年長。

銀行を辞した後は九州に赴き、九州電気株式会社の取締役兼支配人に1910年9月就任した。同社は佐賀県の電力会社で、嘉瀬川上流の開発を目的として地元の中野致明・伊丹弥太郎や東京の福澤桃介らによって設立。設立には福澤グループの一員として松永安左エ門も加わっており、慶應義塾の同窓生であった松永の推挙によって徳次郎は九州電気の支配人となった。徳次郎の長男精一によると、徳次郎が三井銀行大阪支店に勤務していた時期に松永も大阪にて石炭商「福松商会」を開いており相談相手であった、という縁でスカウトされたのだという。佐賀に移り住み、その間の1911年（明治44年）に長男の精一が生まれた。なお妻（精一の母）は名古屋の旧家で米相場で財を成した高橋彦次郎の長女である。
1912年（明治45年）6月、福澤・松永らの主導により博多電灯軌道（福岡市の電灯会社博多電灯と電鉄会社福博電気軌道が前年に合併し成立）と九州電気が合併し、九州電灯鉄道株式会社が成立する。新社長には伊丹弥太郎が就き、松永と元博多電灯社長の山口恒太郎とともに徳次郎は常務取締役に就任した。常務就任につき福岡市に移住している。成立以後九州電灯鉄道は合併・買収を繰り返して1921年（大正10年）には資本金5000万円という日本でも有数の電力会社となったが、経営に対する功績は徳次郎と松永で同等であったという。
九州では九州産業鉄道という筑豊地方の鉄道会社（1919年設立）の社長も務めていたが、1922年（大正11年）10月に退き麻生太吉に譲っている。

### 東邦電力成立後
九州の電気事業にも関与していた福澤桃介は、中部地方でも関西電気（旧名古屋電灯）という電力会社を別に経営していたが、1921年（大正10年）12月、同社の社長を退き経営を松永安左エ門に託した。関西電気の経営陣は九州電灯鉄道関係者に移り、福澤の後任社長に伊丹弥太郎が就き、副社長には松永が就任する。翌1922年（大正11年）5月には関西電気と九州電灯鉄道の合併が成立し、翌月の社名変更により東邦電力株式会社が発足した。同年6月、徳次郎はこの東邦電力の専務取締役に就任している。会社の再編に従って名古屋へ移り、半年後には本社のある東京市内に転居した。
東邦電力では営業部長を務める。東邦電力専務として1923年（大正12年）8月より翌年5月までヨーロッパ各国へ出張し、電気事業やその他産業を広く視察・調査する。帰国後は東邦電力傘下の早川電力にて常務に就任するが、1925年（大正14年）3月に群馬電力と合併して東京電力（1928年東京電灯に吸収）となると監査役に転じた。
1926年（大正15年）からは東邦電力傘下に入った電力会社揖斐川電気株式会社（現・イビデン）にかかわる。1926年（大正15年）11月、同社社長に就任した。揖斐川電気は第一次世界大戦中に電気事業以外の兼営事業（カーバイド製造、フェロアロイ製造など）に進出していたが、大戦後の反動不況で事業が軒並み不振に陥っていた。再建策として東邦電力に資本参加を仰ぐこととなり、その結果東邦電力から徳次郎や久留島政治（専務就任）らが送り込まれたのであった。役員改選後、会社再建のため揖斐川電気は不振の鉄道事業（養老線）の売却と経営を圧迫する優先株式の償却に着手。鉄道事業の売却代金などを株式償却および減資に充当し、1928年（昭和3年）6月と翌年の2度に分けて減資を実施して資本金を3分の1に圧縮した。このうち第1回目の優先株償却が完了した1928年6月に徳次郎は社長を辞任し、かわって久留島が専務のまま代表取締役となった。
1929年（昭和4年）11月、東邦電力の専務を辞任。翌1930年（昭和5年）5月、同社監査役に就任したが、1931年（昭和6年）には退いている。同年4月、海東要造にかわって東邦電力傘下の合同電気副社長に就任した。
1932年（昭和7年）の夏、千葉県富浦の別荘において心筋梗塞で倒れた。同年12月、設立以来務めていた東邦電力傘下の鉄道会社九州鉄道（旧・筑紫電気軌道、1915年10月設立）の取締役を退任。東京大学医学部附属病院に入院していたところ、1933年（昭和8年）に入ってから発作を繰り返すことが多くなり、同年5月15日（誕生日）に死去した。満57歳没。死去時まで合同電気副社長および揖斐川電気取締役に在任していた。墓所は多磨霊園。

## 人物
長男の田中精一によると、実業家としては経理の手腕に定評があったという。新しいもの好きで、大正初期から自動車を愛用し東京ではアメリカの高級車キャデラックに乗っていた。また電気事業以外にもさまなざま事業に手を出し、九州で炭鉱・金山を経営したり、どら焼きなどを作る電気式の「パンジュウ」なる器具を開発して名古屋に店を出したり、昭和に入ってからは後に三越銀座店が建つ場所に「宝来パン」というパン屋を開いたりと手を広げるが、これらの副業は長続きしていないという。

## 主な役職
- 九州電気株式会社取締役兼支配人：1910年9月 - 1912年6月[3]
- 九州電灯鉄道株式会社常務取締役：1912年6月 - 1922年5月[3]
- 東邦電力株式会社専務取締役：1922年6月 - 1929年11月
- 揖斐川電気株式会社役員：
  - 取締役社長：1926年11月 - 1928年6月[14]
  - 取締役：1928年6月 - 1933年5月[14]
- 合同電気株式会社取締役副社長 - 1931年4月 - 1933年5月[20]
- 九州鉄道株式会社取締役：1915年9月 - 1932年12月